# وودز هول
وودز هول (به انگلیسی: Woods Hole) یک منطقهٔ مسکونی در ایالات متحده آمریکا است که در شهرستان برنستبل، ماساچوست واقع شده‌است. وودز هول ۱۰٫۱ کیلومتر مربع مساحت و ۷۸۱ نفر جمعیت دارد و ۶ متر بالاتر از سطح دریا واقع شده‌است.